# 千歳の浦
千歳の浦（ちとせのうら）は、旧千歳村（現：舞鶴市字千歳）の前面の海であると考えられる日本の浦。

## 歴史
浦入地区は村中から北に約2キロメートル離れた千歳村の飛び地である。
関西電力舞鶴石炭火力発電所の建設にさいし遺跡の発掘調査が行われた。
そのうちの浦入遺跡からは丸木舟や漁労具など、縄文時代からの海辺の人々 の暮らしを伝える貴重な資料が出土している。浦入遺跡で発見された、日本最古の丸木舟は、その大きさや出土状況から5300年前に外洋に漕ぎ出したことを示しているとされる。また、隠岐で産出された黒曜石、北陸方面から入手した琥珀玉なども発見されており、舟を利用して国内で交易が行われていたことを示す。
もう一つ、千歳下遺跡があり、こちらは市道の改良工事のために遺跡調査がなされた。湾岸から東約100ｍに入った古墳時代から平安時代の複合遺跡である。鏡や玉の他にも大量の鉄を使い、航海の安全を祈った海辺の祭祀遺跡である。５世後半の鉄製品、鉄片など祭祀関連遺物が多数出土した。古墳の副葬品以外に鉄製品が出土した例は全国的に珍しい。千歳下遺跡から発見された破鏡や鋳造の鉄斧は、大陸との交流を示すと同時に、当地が、大和盆地の勢力が朝鮮半島と関係を保つための重要な窓口であったことを裏付けるものとされる。
初め波作美村又は波久美村と言われていた。霊元天皇の治世の頃、千歳山から名前をとり、千歳村と名付けられたという。千歳山は文樹菩薩が千年間修業された山であるという。
千歳村は海に面しているが、岩礁の組み合わせが素晴らしい。荒磯である。獅子ケ鼻には獅子が二体あるかに見える岩がある。等々名前の付いた見事な岩があり、景色は文章では表現しがたいと旧語集に記載がある。
連歌師の里村紹巴は天橋立に向かう途中、千歳に立ち寄り「夏の日やふへき千とせの浦の松」歌を詠んだという。詠まれたのは永禄12（1569）年6月。当代随一の連歌師・里村紹巴が、天橋立見物に向かう途中に千歳に立ち寄り詠んだ。歌は、京都から福井県の熊川、小浜、高浜、そして天橋立へと旅した紀行作品である「天橋立紀行」に記されており、「何千年と変わらない千歳の松は言葉に表せない美しさ」と解釈されるという。
舞鶴市発行の『舞鶴市史 史料編』（1973）に掲載されている『丹後国加佐郡旧語集』おける千歳村の記述は以下のとおり。